# Paris Johnson Jr.
Paris Johnson Jr. (Cincinnati, 3 luglio 2001) è un giocatore di football americano statunitense che milita nel ruolo di offensive tackle per gli Arizona Cardinals della National Football League (NFL).

## Carriera universitaria
Johnson disputò cinque partite nella sua prima stagione nel college football nel 2020, inclusa una come offensive guard a causa di un infortunio di un compagno nella finale del campionato NCAA contro Alabama. L'anno seguente disputò tutte le partite come guardia destra titolare. Nel 2022 fu spostato nel ruolo di tackle sinistro, venendo premiato come All-American.

## Carriera professionistica
Johnson era considerato dagli analisti una delle prime dieci scelte del Draft NFL 2023. Il 27 aprile fu scelto come sesto assoluto dagli Arizona Cardinals. Debuttò come professionista partendo come titolare nella gara del primo turno persa contro i Washington Commanders. La sua prima stagione si chiuse disputando tutte le 17 partite come titolare.